# تپه چاله زرین ۲
تپه چاله زرین ۲ مربوط به مس و سنگ است و در شهرستان کرمانشاه، بخش مرکزی، دهستان میان دربند، ۱ کیلومتری شمال غرب روستای گاودانه واقع شده و این اثر در تاریخ ۲۶ اسفند ۱۳۸۷ با شمارهٔ ثبت ۲۵۴۱۵ به‌عنوان یکی از آثار ملی ایران به ثبت رسیده است.